# Arthur Fairclough
Arthur Fairclough, född mars 1873 i Barnsley, England, död 19 mars 1947 i Sheffield, var en engelsk professionell manager i fotboll. Fairclough var manager för Barnsley FC, Huddersfield Town FC och Leeds United AFC